# 福克蘭群島LGBT權益
英國海外領土福克兰群岛女同性戀、男同性戀、双性恋、跨性別（LGBT）群體享有的權益大部分與非LGBT群體相同。2017年4月29日起異性與同性的婚姻及民事伴侶關係皆為合法。憲法禁止基於性取向的歧視，民間大多亦持積極態度，修法前的公眾諮詢發現90%的受訪者支持同性婚姻。

## 同性性行為法律
福克蘭群島的同性性行為自1989年合法，同意年齡自2005年統一為16歲。

## 對同性伴侶關係的承認
福克蘭群島最初不願在當地法律正式承認同性伴侶關係。
2015年5月13日，檢察總長建議行政委員會考慮同性婚姻或民事伴侶關係合法化。2016年1月13日，委員會經公眾諮詢後指示檢察總長準備《1996年婚姻條例》（Marriage Ordinance 1996）修正案，以允許同性婚姻。公眾諮詢發現90%的受訪者支持同性婚姻，94%的受訪者支持所有伴侶建立民事伴侶關係。
檢察總長的修正案草案於2017年2月22日由行政委員會審議。委員會考慮批准同性婚姻合法化及允許同性、異性伴侶建立民事伴侶關係的法案，指示檢察總長發布官方公報，從而開始一讀立法程序，並準備實施所需的後續立法。
2017年3月30日，立法議會以7票同意對1票反對通過同性婚姻法案。該法案允許同性伴侶結婚，並允許同性與異性伴侶建立民事伴侶關係，於2017年4月13日獲總督柯林·羅伯茲御准。新法律稱為《2017年婚姻（修訂）法令》（Marriage (Amendment) Act 2017），2017年4月29日生效。慶祝同性婚姻合法化的社群活動在同日舉行。
2017年修訂後的《1996年婚姻條例》第3A與3B條規定：
同性伴侶之婚姻為合法……[且]依本條例結成之同性婚姻，須以等同男女婚姻之方式對待，並享有相同地位。
| 同意                                                                                          | 反對            |
| --------------------------------------------------------------------------------------------- | --------------- |
| 7 - 簡·奇克 - 羅傑·愛德華茲 - 巴里·埃爾斯比 - 伊恩·漢森 - 麥可·普爾 - 菲爾·倫德爾 - 加文·肖特 | 1 - 邁克·薩默斯 |

## 收養及家庭計畫
2017年婚姻及民事伴侶關係相關法律改革後的《婚姻條例》規定“民事伴侶關係中之父母……對子女擁有等同婚姻中之父母對子女之權利及責任”。該條例修正案所附的官方理由包括一條註釋，指出“……子女之父母，可為兩母或兩父”。

## 反歧視保障
2008年憲法第16條禁止基於性取向的歧視：
本節之“歧視”一語，係指基於性別、性取向、種族、膚色、語言、宗教、政治或其他見解、民族或社會出身、與少數民族之聯繫、財產、出生等任何理由，對不同人給予不同待遇。
《2014年刑事罪行條例》（Crimes Ordinance 2014）規定“使用威脅性言語或行為，或展示任何威脅性書面材料，並意圖以此煽動宗教仇恨或基於性取向之仇恨，可處以罰款或最高七年之監禁”。《2014年刑事訴訟程序及證據條例》（Criminal Procedure and Evidence Ordinance 2014）允許法院將基於受害人性取向的犯罪視為加重處罰的因素。此外，《2017年監獄條例》（Prisons Ordinance 2017）要求監獄工作人員不分性取向因素等平等對待所有囚犯，《2017年通訊條例》（Communications Ordinance 2017）禁止發放煽動基於性取向的仇恨或歧視之材料。

## 性別認同及表達
英國《2004年性別承認法令》並未適用於福克蘭群島，而《2014年刑事訴訟及證據條例》規定“法律上，個人之性別為其出生時登記之性別，除非該人擁有依聯合王國《2004年性別承認法》第9條頒發之證書，此種情況下，該人之性別為後天獲得之性別”。

## 總結
| 同性性行為合法                 | （自1989年）                         |
| 同意年齡平等（16歲）           | （自2005年）                         |
| 反歧視法                       | （自2008年）                         |
| 同性伴侶關係認同（如民事結合） | （自2017年）                         |
| 同性婚姻                       | （自2017年）                         |
| 同性伴侶收養繼子女             | （自2017年）                         |
| 同性伴侶共同收養               | （自2017年）                         |
| LGBT人士公開服役               | （防衛事務由英國負責，英國自2000年） |
| 有權改變法律性別               | [ 24 ]                               |